# Arno Lehmann (Religionswissenschaftler)

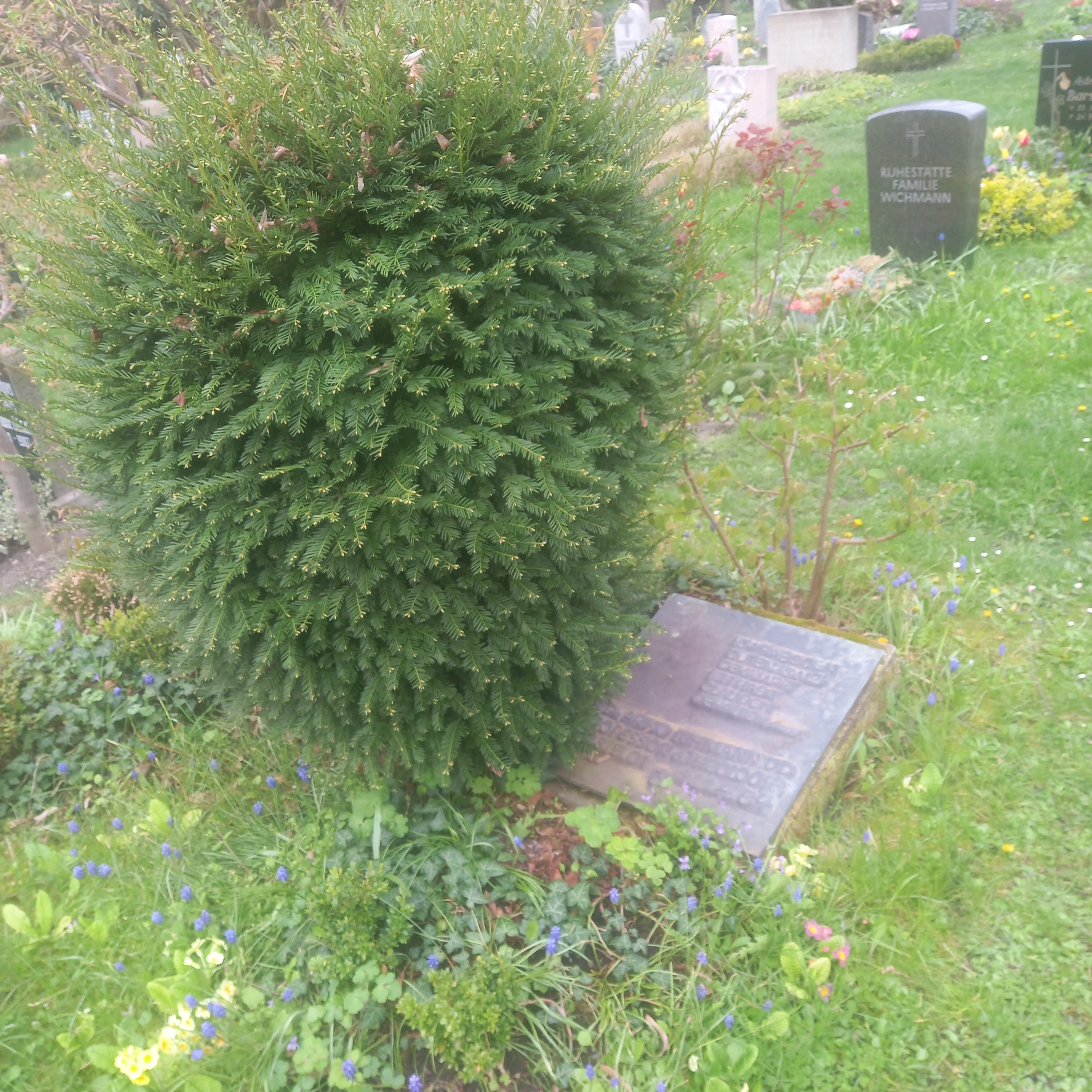
Das Grab von Arno Lehmann auf dem Laurentiusfriedhof (Halle)

Arno Lehmann (* 23. Mai 1901 in Dresden; † 21. April 1984 in Halle (Saale)) war ein evangelisch-lutherischer Theologe, Missionar und Professor für Religions- und Missionswissenschaft.

## Leben
Nach dem Studium am Seminar der Evangelisch-lutherischen Mission zu Leipzig war Lehmann zunächst Hilfsprediger bei Pfarrer Heinrich Hübner (1890–1936) in der altlutherischen Parochie Korbach und wurde dementsprechend auch in der Altlutherischen Kirche ordiniert. Auf diesem Hintergrund fühlte er sich in seiner Theologie dem lebendigen Erbe Rudolf Rocholls, der aus dem Fürstentum Waldeck stammte, besonders verpflichtet. Von 1926 bis 1934 war er in der Tamulen-Mission in Südostindien tätig. Auf Grund einer Erkrankung seiner Ehefrau blieb er nach einem ersten Heimaturlaub in Deutschland und wirkte von 1934 bis 1950 als Pfarrer und Missionsinspektor in seiner Heimatstadt Dresden. Von Januar 1940 bis Juni 1941 war er Schriftleiter für die „Blätter für die Mission“, eine Zeitschrift, die monatlich erschien. Sie war eine Fusion der Periodika von acht Missionsgesellschaften, die wegen des Krieges nicht mehr erscheinen durften. 1947 promovierte er mit einer Arbeit über Die sivaitische Frömmigkeit der tamulischen Erbauungsliteratur an der Universität Leipzig. Von 1950 bis zur Emeritierung 1966 lehrte er als Professor für Religions- und Missionswissenschaft an der Theologischen Fakultät der Universität Halle, daneben vertrat er auch die Fächer Südindische Geschichte und Dravidologie. An der Universität Leipzig wurde ihm auf Veranlassung der SED sein Lehrauftrag entzogen, in Halle engagierte sich Lehmann für politisch verfolgte Studenten.
Nebenher gehörte er von Anfang an zu den ständigen Mitarbeitern der von Friedrich Wilhelm Hopf herausgegebenen Lutherischen Blätter. Während seiner Zeit in Halle hielt er sich gemäß seinem Konfirmations- und Ordinationsgelübde zur dortigen altlutherischen Gemeinde St.-Maria-Magdalena und nicht zur unierten Landeskirche.
Lehmann ist der Vater des Journalisten Johannes Lehmann und des Evangelisten Theo Lehmann. Er starb 1984. Sein Grab befindet sich auf dem Laurentius-Friedhof in Halle (Saale).
Lehmann beschäftigte sich vor allem mit Studien zur Religiosität des Hinduismus und Übersetzungen aus dem Tamil; darüber hinaus befasste er sich mit der Geschichte der evangelischen Mission in Indien.

## Auszeichnungen
- 1957: Ehrendoktor der Friedrich-Schiller-Universität Jena
- 1966: Ehrendoktor des Concordia Seminary der Lutheran Church – Missouri Synod, St. Louis

## Bibliographie (Auswahl)
- In der indischen Dorfkirche, Leipzig 1935
- Die Hymnen des Tayumanavar. Texte zur Gottesmystik des Hinduismus aus dem Tamil übersetzt von A. L., Gütersloh 1935
- Das Kreuz im Lande des Lotus, Dresden 1936
- Missionare – Neger – Christen in Afrika, Dresden 1936
- Licht für Fernost, Dresden 1936
- Unter indischer Jugend, Leipzig 1936
- Immer noch Mission?, Dresden 1938
- Das Wunder des Unscheinbaren, Berlin 1940
- Vom Missionsdienst der Lutherischen Kirche, Leipzig 1941
- Die sivaitische Frömmigkeit der tamulischen Erbauungsliteratur. Nach eigenen Quellenübersetzungen des Tayumanavar und aus dem Devaram. Berlin 1947 (Druckfassung der Dissertation)
- Kirche und Mission heute. Ein Synodalvortrag, 1956
- Es begann in Tranquebar. Die Geschichte der ersten evangelischen Kirche in Indien, Berlin (2. Aufl.) 1956 (engl. Chennai [2. Aufl.] 2006)
- Die Kunst der Jungen Kirchen, Berlin (2. Aufl.) 1957
- Die Welt des Hinduismus, Christus und die Welt 8, Bad Salzuflen 1961
- Karl Graul, the nineteenth century Dravidologist, Tamil culture 11 (1964), 1–17
- Afroasiatische christliche Kunst, Berlin (Ost) 1966; Konstanz 1967 (engl. Saint Louis 1969)
- Danish-Halle Mission, in: Concise dictionary of the Christian world mission, London 1970, 159–160

als Herausgeber:
- Missionarsfrauen erzählen, Dresden 1937
- Gott will es. Missionspredigten, Dresden 1939
- Lebendige Kirche in der weiten Welt. Der lutherische Weltbund auf dem Wege nach Minneapolis 1957, Berlin 1956
- Alte Briefe aus Indien. Unveröffentlichte Briefe von Bartholomäus Ziegenbalg (1706–1719), Berlin 1957
- Missionsärzte helfen!, Dresden/Leipzig 1964
- Gottes Volk in vielen Ländern. Ein Lesebuch mit 99 Texten aus der Weltchristenheit, Erlangen 1981